# Alick Foord-Kelcey
Alick Foord-Kelcey, CBE, AFC (* 6. April 1913 in Kanada; † 26. Oktober 1973 in Genf) war ein britischer Offizier der Royal Air Force, der zuletzt als Generalmajor (Air Vice Marshal) zwischen 1961 und 1964 Assistierender Chef des Luftwaffenstabes für den Nachrichtendienst (Assistant Chief of the Air Staff (Intelligence)) war.

## Leben

### Offiziersausbildung, Zweiter Weltkrieg und Stabsoffizier
Alick Foord-Kelcey absolvierte nach dem Besuch der The King’s School in Canterbury ein grundständiges Studium am Corpus Christi College der University of Cambridge, das er mit einem Bachelor of Arts (B.A.) abschloss. Bereits während seines Studiums absolvierte er eine Pilotenausbildung in der Cambridge University Air Squadron (CUAS) und wurde am 1. Juli 1934 in die Royal Air Force Volunteer Reserve (RAFVR) aufgenommen, der Freiwilligenreserve der Luftstreitkräfte. Am 1. Oktober 1935 wurde er als Berufssoldat (Permanent Commission) mit dem Dienstgrad eines Leutnants (Pilot Officer) in die Royal Air Force (RAF) übernommen und als Pilot zum Royal Air Force College Cranwell abgeordnet. Am 16. März 1936 wurde er als Pilot zur No. 56 Squadron RAF versetzt und erhielt dort am 1. April 1936 seine Beförderung zum Oberleutnant (Flying Officer), wobei diese Beförderung auf den 1. Januar 1936 zurückdatiert wurde. Er wurde am 1. Oktober 1937 Fliegerischer Kommandeur des No. 56 Squadron RAF und wurde in dieser Funktion am 1. April 1938 zum Hauptmann (Flight Lieutenant) befördert, wobei auch diese Beförderung auf den 1. Januar 1938 zurückdatiert wurde.
Im Anschluss begann Foord-Kelcey am 5. Mai 1938 eine Fluglehrerausbildung an der Zentralen Flugschule (Central Flying School) und wurde nach deren Abschluss am 29. September 1938 selbst Fluglehrer QFI (Qualified Flight Instructor) an der Flugausbildungsschule 4 (No. 4 Flying Training School RAF) auf dem Militärflughafen RAF Valley, wo er am 1. August 1939 auch seine Beförderung zum Major (Squadron Leader) erhielt. Am 29. Juli 1940 wurde er in die Kolonie Aden versetzt, wo er 1941 dem Luftwaffenstab der dort stationierten britischen Streitkräfte zugeordnet wurde. Im weiteren Verlauf des Zweiten Weltkrieges war er zwischen 1942 und 1943 als Pilot und Fluglehrer in Einheiten in Arabien sowie dem Vereinigten Königreich eingesetzt und bekam für seine Verdienste am 31. August 1943 das  Air Force Cross (AFC) verliehen. Am 6. März 1944 folgte seine Versetzung in die Planungsabteilung des Stabes der Luftstreitkräfte und gehört ab 1944 zudem dem Gemeinsamen Planungsstab des Kriegskabinetts an.

### Nachkriegszeit und Aufstieg zum Air Vice Marshal
Alick Foord-Kelcey wurde am 1. Oktober 1946 zum Oberstleutnant (Wing Commander) befördert und fand in den folgenden Jahren zunächst verschiedene fliegerische Verwendungen, ehe er zum Stab der Gemeinsamen Militärvertretung BJSM (British Joint Services Mission) in Washington, D.C. versetzt wurde, wo er am 1. Januar 1951 auch seine Beförderung zum Oberst (Group Captain) erhielt. Nach seiner Rückkehr wurde er im August 1951 Kommandant (Commanding Officer) des Luftwaffenstützpunkts RAF Stradishall sowie am 11. Januar 1954 Leitender Stabsoffizier SASO (Senior Air Staff Officer) der No. 12 (Fighter) Group RAF. Danach wurde er am 29. Juli 1955 Assistierender Chef des Stabes für Operationen und Nachrichtendienste (Assistant Chief of Staff (Operations/Intelligence)) der Alliierten Luftstreitkräfte der NATO in Mitteleuropa AIRCENT (Allied Air Forces Central Europe). Dort wurde er am 2. Januar 1956 zum Commander des Order of the British Empire (CBE) erhoben und am 1. Juli 1957 auch zum Brigadegeneral (Air Commodore) befördert.
Nachdem Foord-Kelcey ab Januar 1958 das Imperial Defence College (IDC) besucht hatte, wurde er am 12. Januar 1959 Kommandeur AOC (Air Officer Commanding) der auf dem Militärflughafen RAF High Wycombe stationierten No. 11 Group RAF und erhielt dort am 1. Januar 1960 seine Beförderung zum Generalmajor (Air Vice Marshal). Er war als Nachfolger von Air Vice Marshal Leslie Dalton-Morris vom 1. März bis zu seiner Ablösung durch Air Vice Marshal Walter Pretty am 9. Juni 1961 kommissarischer Kommandierender General AOC-in-C (Air Officer Commanding in Chief) des Fernmeldekommandos der Luftstreitkräfte (RAF Signals Command). Zuletzt löste er am 14. September 1961 Air Vice Marshal Sydney Bufton als Assistierender Chef des Luftwaffenstabes für den Nachrichtendienst (Assistant Chief of the Air Staff (Intelligence)) ab und bekleidete diese Funktion bis zu seiner Ablösung durch Air Vice Marshal Harold Maguire. Am 7. Dezember 1964 schied er auf eigenen Wunsch aus dem aktiven Militärdienst aus.
Daraufhin wechselte Alick Foord-Kelcey 1964 ins Außenministerium (Foreign Office) und war dort bis 1966 stellvertretender Direktor der Arbeitsgruppe für Rüstungskontrolle und Abrüstungsforschung. Im Anschluss arbeitete er noch als Exekutivdirektor der Weltgesundheitsorganisation (WHO) in Genf.

## Weblink
- Air Vice-Marshal A Foord-Kelcey (rafweb.org)